# Ida Jenshus
Ida Gjølga Jenshus, född 25 april 1987, är en norsk vokalist, låtskrivare och gitarrist från Steinkjer. Hon skriver country, med inslag av pop och visor. Hon är den första soloartist i Norge som har mottagit Spellemannprisen för sina tre första album.
I maj 2011 tilldelades hon "Bendiksenprisen". År 2015 kom hennes fjärde album, och 2017 kom det både ett livealbum och ett nytt studioalbum från Ida Jenshus.

## Karriär
Jenshus är inspirerad av amerikansk roots och country. När hon var 10 år startade hon sitt första band. Som 11-åring började hon ta lektioner för att lära sig sjunga och spela gitarr. Hon har skrivit egna låtar sedan hon var 16 år. Text och uttryck är viktigt för henne.
Tillsammans med Hilde Marie Kvaløyseter bildade hon den akustiska gitarrduon "Confidence". De deltog 2005 i Nilsen & Aalberg show. Ida Jenshus mål med musiken är att uttrycka sig genom egna låtar. Hon skriver ofta om personliga teman, men också om saker som har fått henne att reagera.
Genombrottet kom då Jenshus vann talangtävlingen "Lyden av lørdag" som gick på NRK1 hösten 2007. Där sjöng hon både egna låtar och tolkade musik av en annan etablerad artist. Segern gav kontrakt med Universal och 2008 började hon spela in i studio. Resultatet blev hennes första album, Color of the Sun, med Håkon Gebhardt som producent. Singeln, "These Are the Days" släpptes först, och så kom albumet i oktober.
Ida Jenshus band består av Alex Pettersen (stränginstrument, kör, munspel), Andreas Amundsen (bas, kör), Stian Lundberg (perkussion, trummor), Håkon Gebhardt (banjo, gitarr, kör) och Kriss Stemland (tangenter, lapsteel, kör).
För albumet vann hon Spellemannprisen 2008 i klassen country. År 2010 kom hennes andra skiva, No Guarantees, som hon också vann Spellemannprisen för i klassen country. Så 2012 kom albumet Someone to love. Denna gången också med det samma resultatet, alltså ännu en seger vid Spellemannprisutdelningen.
Hennes minialbum från 2014, Let It Go, blev också nominerat till Spellemannprisen, detsamma blev hennes fjärde album Starting Over Again (2015). År 2017 kom ett konsertalbum, Live, och ett nytt studioalbum, Two Worlds.

## Diskografi

### Album
- Color of the Sun (2008)
- No Guarantees (2010)
- Someone to Love (2012)
- Starting Over Again (2015)
- Two Words (2017)

- From This Day On (2019)

### Singlar
- "These Are the Days" (2008)
- "For The Nation" (2008)
- "Better Day" (2010)
- "I Waited" (2010)
- "Someone to Love"  (2012)
- "Marie (What Happened to the Music?)" (2012)
- "Days of Nothing" (2013)
- "Ego in a Bag" (2014), (med Sugarfoot)
- "Shallow River" (2014)
- "Hero" (2014)
- "Let It Go" (2014)
- "My Last Goodbye" (2015)
- "Changes" (2015)

- "In Your Arms" (2017)
- "Love You A Little Less" (2018)
- "Over Before It Strandet" (2019)
- "That Morning" (2019)
- "Heim igjen" (2020)
- "Fin dag" (2021), (med Rasmus Rohde)
- "The Grip" (2021)
- "Leaving You" (2021)

## TV-uppträdanden
- Lyden av Lørdag (2007)
- Sommerspillet (2010)
- Sommeråpent (2012)